# Guitar Heaven: The Greatest Guitar Classics of All Time
Guitar Heaven: The Greatest Guitar Classics of All Time, skrajšano Guitar Heaven, je dvajseti studijski album skupine Santana, ki je izšel leta 2010. Album vsebuje priredbe klasičnih rockovskih skladb, pri snemanju katerih so sodelovali gostujoči izvajalci, med njimi India.Arie, Joe Cocker, Chris Cornell iz skupine Soundgarden in Audioslave, Scott Stapp iz skupine Creed, Scott Weiland iz skupin Stone Temple Pilots in Velvet Revolver, Chris Daughtry iz skupine Daughtry, Jacoby Shaddix iz skupine Papa Roach, Chester Bennington iz skupin Linkin Park, Dead By Sunrise in Stone Temple Pilots, Rob Thomas iz skupine Matchbox Twenty, Pat Monahan iz skupine Train ter raper Nas.
Album je prejel zlat certifikat s strani Federation of the Italian Music Industry.

## Singli
Prvi single z albuma je bila predelava skladbe »While My Guitar Gently Weeps«, ki jo je napisal George Harrison, pri snemanju pa sta sodelovala India.Arie in Yo-Yo Ma. Single »Photograph«, sicer predelava istoimenske skladbe skupine Def Leppard, pri kateri je sodeloval Chris Daughtry, se je uvrstila na 14. mesto ameriške lestvice Bubbling Under Hot 100.

## Komercialni uspeh
V ZDA je album debitiral na 5. mestu lestvice Billboard 200, s prodanimi 66,000 izvodi v prvem tednu.

## Seznam skladb
| Št.             | Naslov                                                          | Pisec                                                                        | Originalna izvedba          | Dolžina |
| --------------- | --------------------------------------------------------------- | ---------------------------------------------------------------------------- | --------------------------- | ------- |
| 1.              | „Whole Lotta Love‟ (feat. Chris Cornell)                        | John Bonham, John Paul Jones, Jimmy Page, Robert Plant, Willie Dixon         | Led Zeppelin                | 3:51    |
| 2.              | „Can't You Hear Me Knocking‟ (feat. Scott Weiland)              | Mick Jagger, Keith Richards                                                  | The Rolling Stones          | 5:38    |
| 3.              | „Sunshine of Your Love‟ (feat. Rob Thomas)                      | Pete Brown, Jack Bruce, Eric Clapton                                         | Cream                       | 4:43    |
| 4.              | „While My Guitar Gently Weeps‟ (feat. India Arie & Yo-Yo Ma)    | George Harrison                                                              | The Beatles                 | 6:02    |
| 5.              | „Photograph‟ (feat. Chris Daughtry)                             | Joe Elliott, Pete Willis, Steve Clark, Rick Savage, Robert John "Mutt" Lange | Def Leppard                 | 4:04    |
| 6.              | „Back in Black‟ (feat. Nas)                                     | Angus Young, Malcolm Young, Brian Johnson                                    | AC/DC                       | 4:20    |
| 7.              | „Riders on the Storm‟ (feat. Chester Bennington & Ray Manzarek) | Jim Morrison, Robby Krieger, Ray Manzarek, John Densmore                     | The Doors                   | 5:23    |
| 8.              | „Smoke on the Water‟ (feat. Jacoby Shaddix)                     | Ritchie Blackmore, Ian Gillan, Roger Glover, Jon Lord, Ian Paice             | Deep Purple                 | 5:06    |
| 9.              | „Dance the Night Away‟ (feat. Pat Monahan)                      | Eddie Van Halen, Alex Van Halen, Michael Anthony, David Lee Roth             | Van Halen                   | 3:23    |
| 10.             | „Bang a Gong‟ (feat. Gavin Rossdale)                            | Marc Bolan                                                                   | T. Rex                      | 3:41    |
| 11.             | „Little Wing‟ (feat. Joe Cocker)                                | Jimi Hendrix                                                                 | The Jimi Hendrix Experience | 4:52    |
| 12.             | „I Ain't Superstitious‟ (feat. Jonny Lang)                      | Willie Dixon                                                                 | The Jeff Beck Group         | 3:56    |
| Skupna dolžina: | Skupna dolžina:                                                 | Skupna dolžina:                                                              | Skupna dolžina:             | 54:54   |

| Deluxe edition  | Deluxe edition                         | Deluxe edition                                               | Deluxe edition               | Deluxe edition |
| Št.             | Naslov                                 | Pisec                                                        | Originalna izvedba           | Dolžina        |
| --------------- | -------------------------------------- | ------------------------------------------------------------ | ---------------------------- | -------------- |
| 13.             | „Fortunate Son‟ (feat. Scott Stapp)    | John Fogerty                                                 | Creedence Clearwater Revival | 3:45           |
| 14.             | „Under the Bridge‟ (feat. Andy Vargas) | Michael Balzary, John Frusciante, Anthony Kiedis, Chad Smith | Red Hot Chili Peppers        | 5:09           |
| Skupna dolžina: | Skupna dolžina:                        | Skupna dolžina:                                              | Skupna dolžina:              | 64:08          |

| Samo japonska edicija | Samo japonska edicija            | Samo japonska edicija                  | Samo japonska edicija | Samo japonska edicija |
| Št.                   | Naslov                           | Pisec                                  | Originalna izvedba    | Dolžina               |
| --------------------- | -------------------------------- | -------------------------------------- | --------------------- | --------------------- |
| 14.                   | „La Grange‟ (feat. Kenichi Asai) | Billy Gibbons, Dusty Hill, Frank Beard | ZZ Top                |                       |

## Osebje

### Glasbeniki
- Carlos Santana – solo kitara
- Dennis Chambers – bobni
- Benny Rietveld – bas kitara
- Karl Perazzo – timbales
- Tommy Anthony – ritem kitara
- Freddie Ravel – klaviature
- Andy Vargas – spremljevalni vokali
- Raul Rekow – konge
- Bill Ortiz – trobenta
- Jeff Cressman – trombon

### Produkcija
- Producent: Carlos Santana, Clive Davis
- Snemalca: Matt Serletic, Howard Benson

## Lestvice in certifikati
| Lestvica (2010)                         | Mesto |
| --------------------------------------- | ----- |
| Avstralski albumi (ARIA)                | 5     |
| Avstrijski albumi (Ö3 Austria)          | 5     |
| Belgijski albumi (Ultratop Flanders)    | 17    |
| Belgijski albumi (Ultratop Wallonia)    | 7     |
| Britanski albumi (OCC)                  | 15    |
| Danski albumi (Hitlisten)               | 27    |
| Finski albumi (Suomen virallinen lista) | 12    |
| Francoski albumi (SNEP)                 | 9     |
| Grški albumi (IFPI)                     | 6     |
| Hrvaški tuji albumi (HDU)               | 11    |
| Irski albumi (IRMA)                     | 29    |
| Italijanski albumi (FIMI)               | 3     |
| Kanadski albumi (Billboard)             | 3     |
| Madžarski albumi (MAHASZ)               | 2     |
| Mehiški albumi (Top 100 Mexico)         | 8     |
| Nemški albumi (Offizielle Top 100)      | 10    |
| Nizozemski albumi (MegaCharts)          | 24    |
| Norveški albumi (VG-lista)              | 9     |
| Novozelandski albumi (RMNZ)             | 2     |
| Poljski albumi (ZPAV)                   | 1     |
| Portugalski albumi (AFP)                | 3     |
| Španski albumi (PROMUSICAE)             | 12    |
| Švedski albumi (Sverigetopplistan)      | 17    |
| Švicarski albumi (Schweizer Hitparade)  | 5     |
| ZDA – Billboard 200                     | 5     |
| ZDA – Digital Albums                    | 4     |
| ZDA – Top Rock Albums                   | 2     |

| Lestvica (2010)            | Mesto |
| -------------------------- | ----- |
| Madžarska lestvica albumov | 65    |
| ZDA Billboard 200          | 187   |

| Regija             | Certifikat | Prodaja |
| ------------------ | ---------- | ------- |
| Avstralija (ARIA)  | Zlat       | 35,000  |
| Francija (SNEP)    | Zlat       | 50,000  |
| Hrvaška (HDU)      | Zlat       | 7,500   |
| Italija (FIMI)     | Zlat       | 30,000  |
| Madžarska (MAHASZ) | Zlat       | 3,000   |
| Poljska (ZPAV)     | Platinast  | 20,000  |
| Švedska (GLF)      | Zlat       | 20,000  |